# 道の駅黒井山グリーンパーク
道の駅黒井山グリーンパーク（みちのえき くろいさんグリーンパーク）は、岡山県瀬戸内市邑久町虫明にある岡山県道397号寒河本庄岡山線の道の駅である。

## 施設
道の駅一本松展望園と並ぶ、岡山ブルーラインの休憩施設であり、地元漁協や農協などが出店する売店や、レストランなどがある。みかん畑が反対車線側の山にあり、みかんの収穫できる季節になるとみかん狩りができる。
ブルーラインの開通当初は、ゴーカートや小規模ジェットコースターなどの遊具があり、道の駅ではなくて遊園地であった。現在はゴーカートとバッテリーカーのみ残っている。
- 駐車場
  - 普通車：226台
  - 大型車：26台
  - 身障者用：2台
- トイレ
  - 男：大 6器・小 23器
  - 女：29器
  - 身障者用：2器
- 公衆電話：3台
- レストラン「くろい」 (9:00-17:30)
- 売店 (9:00-17:30、9:00-18:00（一部）)
- インフォメーションカウンター
- 休憩室
- 郵便ポスト（虫明郵便局）

## 休館日
- 年中無休

## アクセス
- 岡山県道397号寒河本庄岡山線（岡山ブルーライン） - 登録路線

## 隣
岡山ブルーライン
大平山IC - 黒井山グリーンパーク - 虫明IC

## 周辺
- 備前陶芸会館
- 竹久夢二生家